# Misa (fiume)
Il Misa è un fiume appenninico a carattere prevalentemente torrentizio; ha la sua sorgente alle pendici sud-occidentali dell'anticlinale arceviese nella zona di San Donnino che si trova nel comune di Genga.

## Percorso

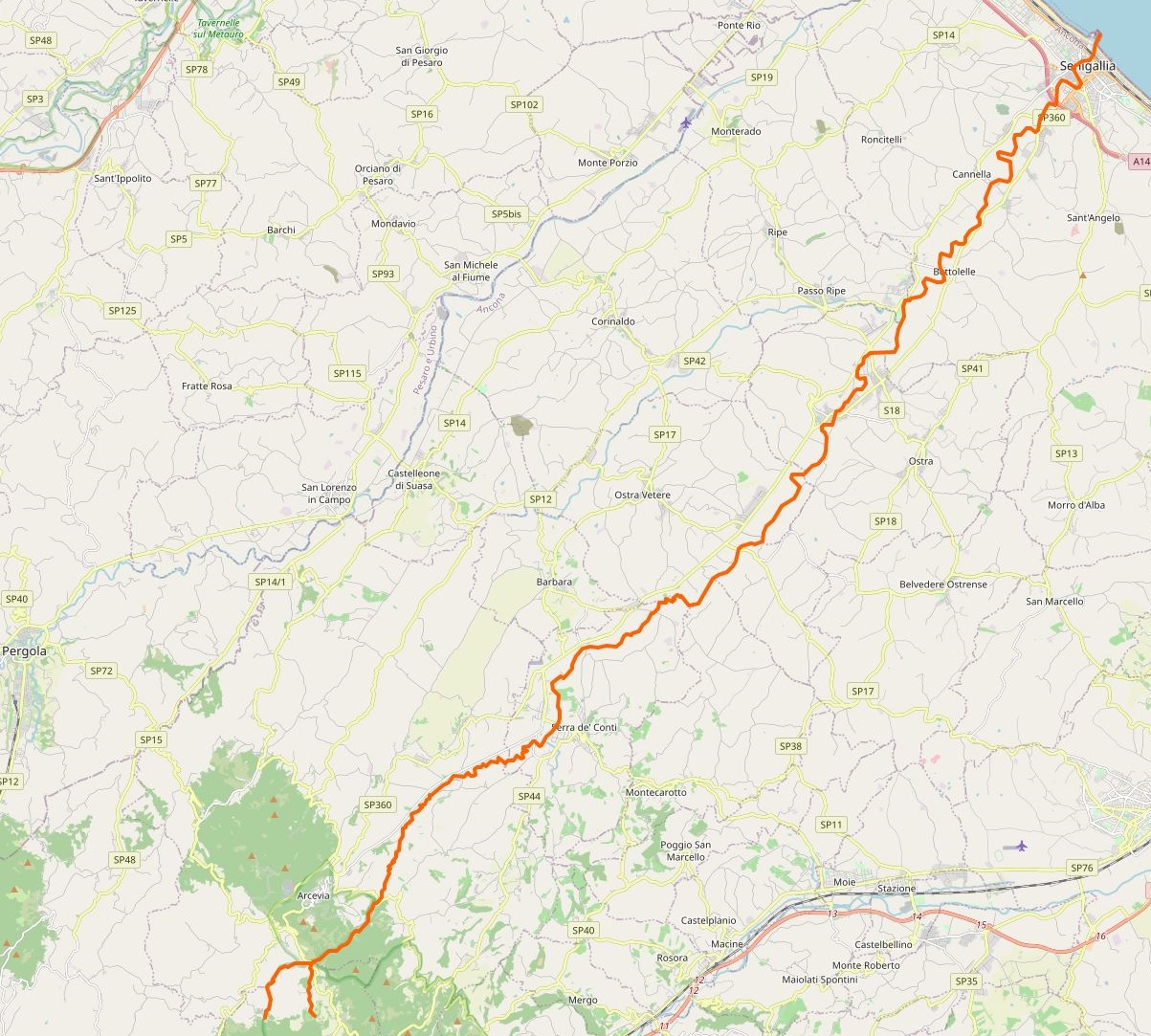
Percorso del fiume Misa

Nasce in località San Donnino (Genga) e sfocia nel Mare Adriatico nel centro di Senigallia dopo aver attraversato parecchi comuni per 45 km dell'entroterra anconetano in direzione est: Arcevia, Serra de' Conti, Ostra Vetere, Pianello e Casine di Ostra ed infine termina il suo percorso a Senigallia che si trova a circa 35 km da Arcevia.

## Portata
Il bacino imbrifero occupa una superficie di 377 km². Il fiume ha regime spiccatamente torrentizio con piene impetuose nelle stagioni piovose e magre accentuatissime in estate, e in alcuni casi vere e proprie secche come nel febbraio 2008. La portata media è di 2,21 m³/s; quella massima registrata è stata stimata intorno ai 700 m³/s, valore però ampiamente superato il 3 maggio 2014 nel grave evento alluvionale che ha colpito la città di Senigallia.
Nella notte tra il 15 e il 16 settembre 2022, le Marche sono state colpite da un temporale che ha prodotto una delle peggiori alluvioni della storia della regione. Le piogge intense hanno scaricato più di 420 millimetri di pioggia in poche ore e l'alluvione ha causato la morte di 13 persone.

## Storia
Il suo nome latino era Sena perché attraversava la città romana di Sena Gallica, Senigallia.
A cavallo tra l'ottocento e il novecento lungo il corso del fiume si potevano trovare molti mulini ad acqua che servivano per macinare il grano ed il granoturco.
Attualmente, è rimasto in funzione uno solo di questi mulini ed è ubicato nella frazione di Magnadorsa nel comune di Arcevia e continua a sfruttare l'energia idraulica del fiume e ad utilizzare le tradizionali macine in pietra.

## Affluente
L'unico vero affluente è il Nevola che si aggrega al Misa presso la frazione di Brugnetto a 10 km dalla sua foce.